# 张虔陀
张虔陀（？—750年），唐朝云南官员，又名张乾陁。
张虔陀开始担任云南别驾。唐玄宗天宝八载（749年），担任云南郡（姚州、今云南省姚安县）太守。他多次侮辱南诏王阁罗凤，奏请玄宗皇帝，以阁罗凤之弟诚节代他为云南王。他多次征敛南诏资源，阁罗凤不同意。张虔陀于是派人去骂他，又暗中上奏其罪。阁罗凤愤怨，发兵围攻云南郡。天宝九载（750年），云南郡被攻破，张虔陀被杀，又说服毒而死。云南于是脱离唐朝，成为与唐朝分庭抗礼的南诏国。